# 埃尔米特伴随
數學中，特別是算子理論中，每個內積空間中的線性算子 {\displaystyle A} 都個有一個對應的伴隨算子（英語：adjoint operator），記作 {\displaystyle A^{*}}，伴隨算子可由以下關係定義
{\displaystyle \langle Ax,y\rangle =\langle x,A^{*}y\rangle }
其中 {\displaystyle \langle \cdot ,\cdot \rangle } 是向量空間中的內積。
算子 {\displaystyle A} 的伴隨 {\displaystyle A^{*}} 亦可稱作埃尔米特伴随（英語：Hermitian adjoint），以夏尔·埃尔米特命名。在物理學，尤其是量子力學中，算子 {\displaystyle A} 的埃尔米特伴随常被記作 {\displaystyle A^{\dagger }}（狄拉克符号记法）。
有限維向量空間中算子可以以矩陣的形式表示，而伴隨算子的矩陣等於原矩陣的共軛轉置。
泛函分析中，上述對伴隨算子的定義可以直接套用於希尔伯特空间中的线性算子。

## 有界算子
假設{\displaystyle H}是一個希爾伯特空間，帶有內積
{\displaystyle \langle \cdot ,\cdot \rangle }。考慮連續線性算子{\displaystyle A:H\rightarrow H}（這與有界算子相同）。
利用里斯表示定理，我們可以證明存在唯一的連續線性算子
{\displaystyle A^{*}:H\rightarrow H}具有如下性質：
{\displaystyle \langle Ax,y\rangle =\langle x,A^{*}y\rangle }，对所有{\displaystyle x,y\in H}。
這個算子{\displaystyle A^{*}}是{\displaystyle A}的伴隨。
這可以視為一個方塊矩陣的轉置共軛或伴隨矩陣推廣，在標準（復）內積下具有相似的性質。

## 性质
马上可得的性质
1. {\displaystyle A^{**}=A}
2. 如{\displaystyle A}可逆，则{\displaystyle A^{*}}也可逆，且{\displaystyle (A^{*})^{-1}=(A^{-1})^{*}}
3. {\displaystyle (A+B)^{*}=A^{*}+B^{*}}
4. {\displaystyle (\lambda A)^{*}=\lambda ^{*}A^{*}}，这里{\displaystyle \lambda ^{*}}表示复数{\displaystyle \lambda }的复共轭
5. {\displaystyle (AB)^{*}=B^{*}A^{*}}

如果我们定义{\displaystyle A}的算子范数为
{\displaystyle \|A\|_{op}:=\sup\{\|Ax\|:\|x\|\leq 1\}}
则
{\displaystyle \|A^{*}\|_{op}=\|A\|_{op},}
而且有
{\displaystyle \|A^{*}A\|_{op}=\|A\|_{op}^{2}}。
希尔伯特空间{\displaystyle H}上有界线性算子与伴随算子以及算子范数给出一个C*代数例子。
{\displaystyle A}的像与它的伴随的核的关系为
{\displaystyle \ker A^{*}=\left(\operatorname {im} \ A\right)^{\bot },}
{\displaystyle \left(\ker A^{*}\right)^{\bot }={\overline {\operatorname {im} \ A}}}。
第一个等式的证明：
{\displaystyle {\begin{aligned}A^{*}x=0&\iff \langle A^{*}x,y\rangle =0\quad \forall y\in H\\&\iff \langle x,Ay\rangle =0\quad \forall y\in H\\&\iff x\ \bot \ \operatorname {im} \ A\end{aligned}}}
第二个等式由第一个推出，于两边取正交空间即可。注意到一般地，像未必是闭的，但连续算子的核总是闭的。

## 埃尔米特算子
有界算子{\displaystyle A:H\rightarrow H}称为埃尔米特或自伴如果
{\displaystyle A=A^{*}}
这等价于
{\displaystyle \langle Ax,y\rangle =\langle x,Ay\rangle ,\forall x,y\in H}。
在某种意义下，这种算子起着实数（等于他们的复共轭）的作用。他们在量子力学中作为实值可观测量的模型。更多细节参见自伴算子一文。

## 无界算子的伴随
许多重要的算子不是连续的或只定义在希尔伯特的一个子空间上。在这种情形，我们仍然能定义伴随，在自伴算子一文有解释。

## 其他伴随
范畴论中，方程
{\displaystyle \langle Ax,y\rangle =\langle x,A^{*}y\rangle }
形式上类似地定义了伴随函子偶性质，这也是伴随函子得名之由来。

## 又见
- 数学概念
  - 线性代数
  - 内积
  - 希尔伯特空间
  - 埃尔米特算子
  - 范数
  - 算子范数
  - 线性映射的转置
- 物理应用
  - 对偶空间
  - 狄拉克符号
  - 量子力学
  - 可观测量